# 安特卫普
安特卫普（荷蘭語：Antwerpen，荷蘭語發音：[ˈɑntʋɛrpə(n)] ⓘ，法語發音：[ɑ̃vɛʁs] ⓘ），比利时弗拉芒大區安特衛普省港口城市，同时也是该省省会，北端与荷兰接壤，通行荷蘭語，是弗拉芒社群的一部分，人口529,247人（2020年1月1日），是比利时人口最多的城市；都会区人口120万人，是比利时第二大都会区，仅次于布鲁塞尔首都大区。

## 概況

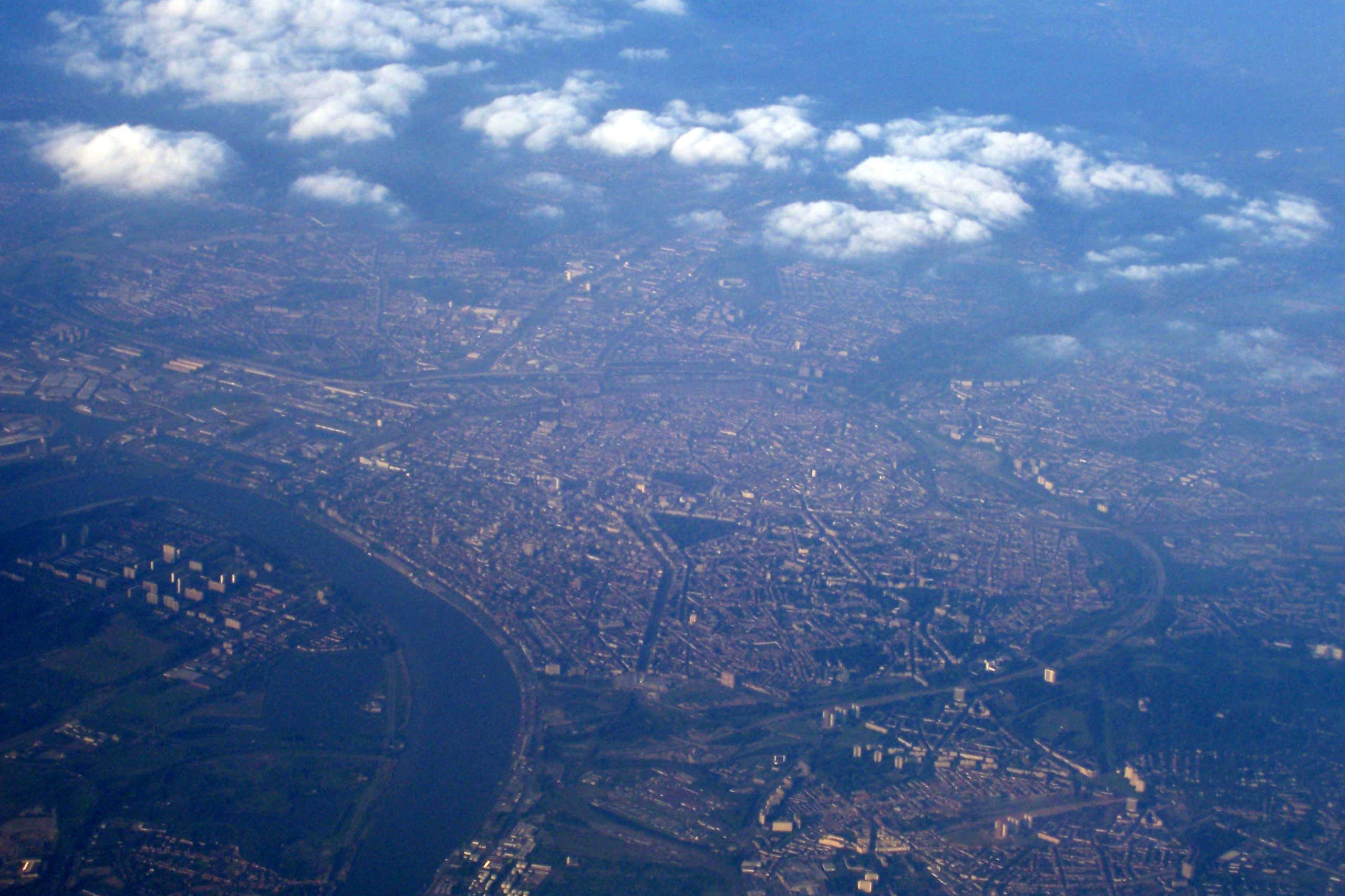
鸟瞰安特卫普

歷史上來說，安特衛普是比利時和荷兰最重要的經濟和文化中心之一。它是世界鑽石工業的三大中心之一（其他兩個是紐約市的「鑽石區」與南非），一向由哈西迪猶太教主控。除了紐約以外，安特衛普是世界上哈西迪猶太人人口最多的都市。安特衛普也以高貨運量的海港與石油精制廠聞名。自從1990年代起，隨著比利時皇家藝術學院的幾位畢業生逐漸成為國際上成功的設計師，安特衛普也成了世界公認的重要流行設計重鎮。
安特衛普位于斯海尔德河右岸，离其入海口（北海）88公里。它是世界最大港口之一，歐洲第三大港。
安特衛普也以擁有世界上最古老之一的動物園聞名。安特卫普动物园位於市中心，靠近安特卫普中央车站，裡面有大約四千多動物。

## 地理
安特卫普有9个区，其中安特卫普市中心是最大的。
1958年，由三个市镇合并而成的贝伦德雷赫特-赞德弗利特-利洛成为安特卫普的区。1983年1月1日，安特卫普周围的七个市镇——贝尔赫姆、博赫尔豪特、德尔讷、埃克伦、霍博肯、梅克瑟姆与维尔赖克并入安特卫普，成为安特卫普的区。到2000年，各区设置有中央政府。2000年之后每一个区有区政府。
在德尔讷区有安特卫普国际机场 (位于安特卫普市中心东南3千米处)。

## 文化

### 国际城市
1993年安特卫普是欧洲文化之都。从2004年4月23日到2005年4月23日，安特卫普为世界书都。

### 博物馆
- 河畔博物馆：安特卫普最大的博物馆, 展览斯海尔德河的历史和情况
- 普朗坦-莫雷图斯博物馆：为纪念著名印刷业者克里斯托夫·普朗坦（Christoffel Plantijn）和扬·莫雷图斯（Jan Moretus）而建的博物馆
- 魯本斯故居：彼得·保罗·鲁本斯的故居和工作室
- 迈尔·范登贝赫博物馆（Museum Mayer van den Bergh）：Mayer Van Den Bergh博物馆藏有大量艺术品。其中包括老彼得·布呂赫爾等艺术大师的作品。当弗里茨·迈尔·范登贝赫（Fritz Mayer Van Den Bergh）收藏老彼得·布呂赫爾作品时，老彼得·布呂赫爾的名字几乎无人知晓，他最神秘的作品《疯狂的赫里特》（Dulle Gret）就收藏于此。由此可见这位收藏家独特的眼光。该博物馆于1904年正式开放。
- 红星航线博物馆：为纪念纽约-安特卫普红星航线（Red Star Line，1872-1935）而设立
- 米德尔海姆博物馆（Museum Middelheim）：有200多雕像的露天博物馆
- 文学之家博物馆（Letterenhuis）：与佛兰德文学有关的博物馆
- 黑森之家博物馆（Hessenhuis）：多功能博物馆

### 艺术
在安特卫普出现了许多卓越的艺术家，如彼得·保罗·鲁本斯、安东尼·范戴克、雅各布·约尔丹斯、老彼得·勃鲁盖尔和克里斯托夫·普朗坦。安特卫普的歌剧院和鲁本斯博物馆非常有名。
世界建筑遗产——比利时安德卫普市城市规划、旧城保护和城市雕塑艺术独具特色。安德卫普是一个文化古城，它的市政广场、市政厅是一百多年前的，现在的市长和议员就在里边办公。旧城区建筑多为三至四层砖砌建筑，保护完好。10来层高的砖砌教堂建筑十分令人感叹。城区街道房屋立面颇具地方特色。街道宽敞，路面铺砌的石块错落有致，游人乘座着马车可尽情地欣赏街道两侧变化各异的房屋和街景。
安德卫普以其独特的露天雕塑闻名于世。街头各处随处可见雕刻精美的人物雕塑，这里的露天雕塑公园里安放着数以百计的精致雕塑作品更是一座名符其实的露天雕塑博物馆，当人们漫步在这座绿树成荫的公园里，边走边欣赏着这些形态各异的雕塑作品时，实在是一种极具品味的文化熏陶。

### 建筑
- 斯滕城堡
- 安特卫普中央车站
- 农夫塔楼: 安特卫普第二高建筑物, 通常被认为是欧洲第一座真正的摩天大楼
- 安特卫普法院大楼（由理查德·罗杰斯建筑师设计）
- 港务局大楼（Havenhuis，由建筑师薩哈·哈帝设计）

### 文化活动
- 五旬狂欢节：到处旅行的游乐园, 年年五旬节开业, 在安特卫普呆5个星期
- 安特卫普骄傲游行：8月第二周末为了支持LGBT权利所举行的游行庆典
- 安特卫普圣诞市场
- 鲁本斯市场（Rubensmarkt）：8月15日市场供应商穿着17世纪的服饰
- 安特卫普的夏天：七八月安特卫普组织很多不同活动 5(戏剧，音乐，舞蹈，马戏团和电影)
- 音乐会：Laundry Day、Jazz Middelheim、Linkerwoofer、Reverze和Summerfestival.

## 人口
- 来源：比利时统计局

### 多元文化社会
下表显示了按原籍分布的人口。“新比利时人”是曾经拥有不同国籍的比利时人。“最新比利时人”是比利时人，他们一直是比利时人，但其父母来自国外。
| 原籍         | 百分比 (2020年) |
| ------------ | --------------- |
| 本地人       | 48,9            |
| 最新比利时人 | 11,8            |
| 新比利时人   | 17,8            |
| 外国人       | 21,6            |

这个城市有172个不同的外国族裔。最大的群体是荷兰人，其次是摩洛哥人，波兰和土耳其人。

### 亞洲人社区

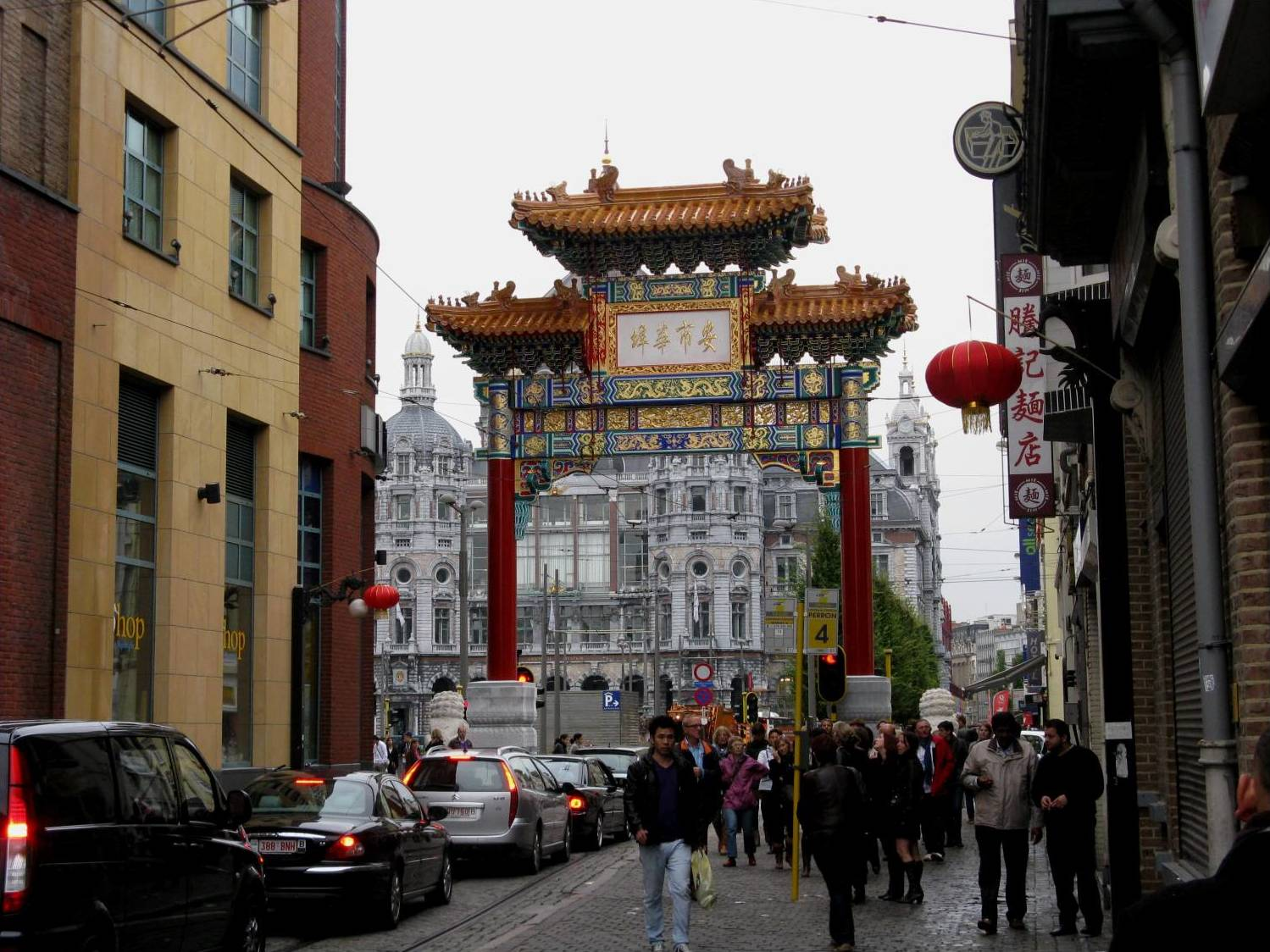
安特卫普的唐人街

安特卫普的唐人街为比利时亞洲人最大的聚居城市。

### 语言
安特卫普官方语言为荷兰语，不过很多人说安特卫普方言（Aantwaarps）。人口的3％至5％讲法语。来自摩洛哥和土耳其的年长移民仍使用自己的母语：阿拉伯语、柏柏尔语或土耳其语。安特卫普犹太人互相用意第绪语。

### 宗教

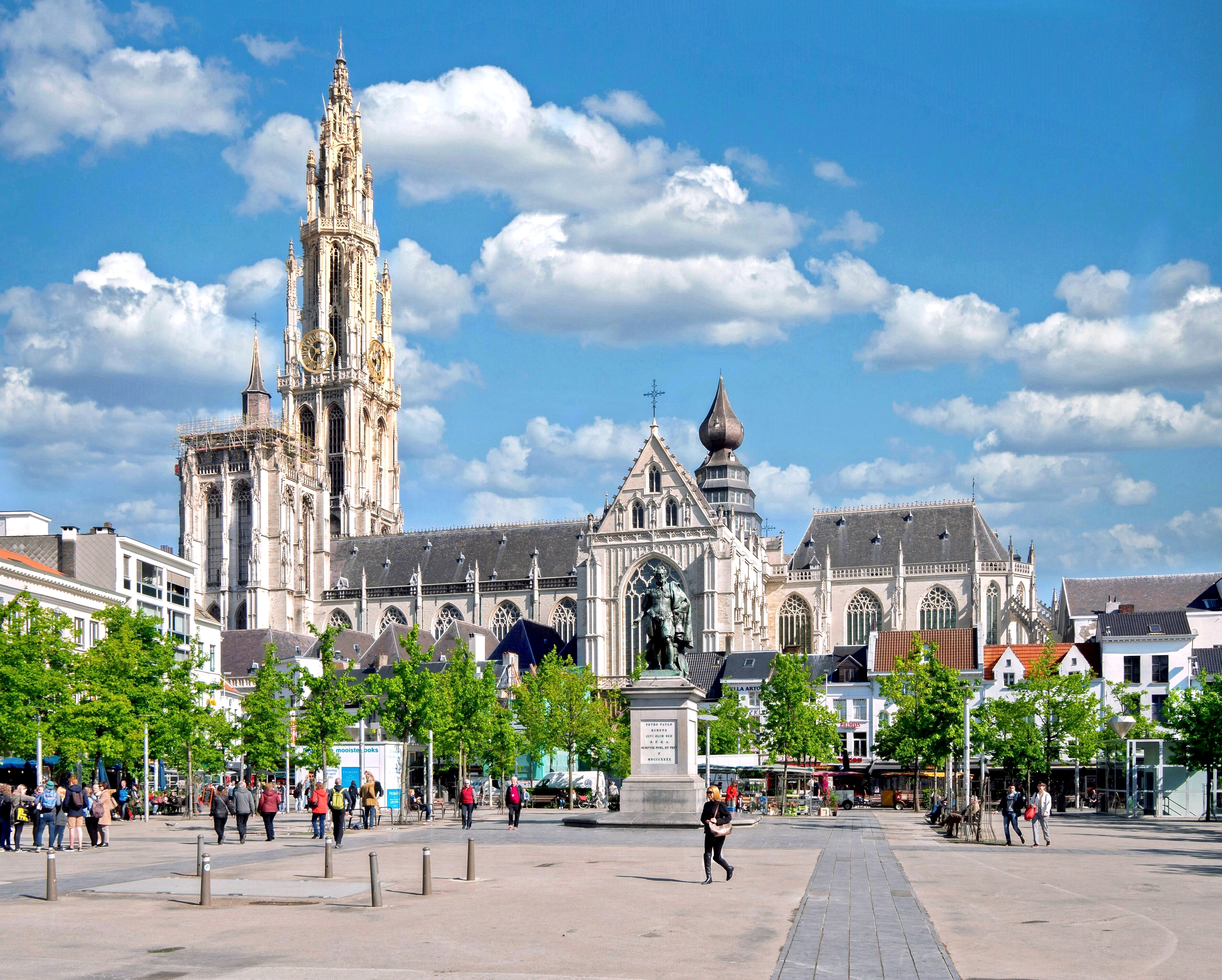
安特卫普圣母大教堂

天主教是比利时和安特卫普最大的教会。此外安特卫普是一个天主教主教所在地。
因为安特卫普来自摩洛哥和土耳其的人比较多, 18.8％安特卫普人是穆斯林。
欧洲最大的犹太教团体在安特卫普。大屠杀之后，安特卫普成为正統派猶太人(Orthodox Jews) (Orthodox是指正統而非東正教，猶太人是必須信奉猶太教，基本上不存在東正教猶太人)的主要中心。目前，安特卫普居住着约15,000名犹太人，其中许多是哈西迪(極端正統猶太教) 。安特卫普有很多犹太會堂，商店，学校和组织网络。
在比利时1,500人左右信奉耆那教，大部分住安特卫普。他们参与钻石业务。

## 经济、教育和交通

### 科学
2003年建立安特卫普大学与学院协会：安特卫普大学与查理大帝应用技术大学（Karel de Grote-Hogeschool）、阿泰西斯-普朗坦应用技术大学（Artesis Plantijn Hogeschool Antwerpen）和安特卫普海事大学（Hogere Zeevaartschool Antwerpen）合作。天主教鲁汶大学在安特卫普也有两个校园。

### 港口
安特衛普港為歐洲第二大港口，僅次於鹿特丹港。世界排名則居第11至20（AAPA）。该港口在欧洲处理钢铁、農產品、咖啡和烟草方面具有重要地位。每年约有1.46万艘远洋船和5.7万艘内河船停靠该港口。安特卫普拥有世界第二大石化综合设施。

### 钻石
无论在贸易还是切割方面，安特卫普都是钻石业的世界中心。

## 體育

### 大型賽事

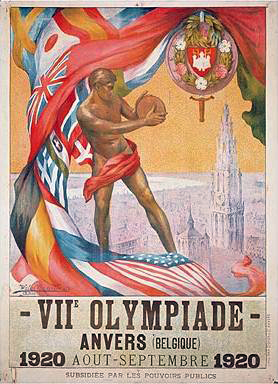
1920年奧運的官方宣傳海報

安特衛普曾舉辦1920年夏季奧運，其乃是一戰後的首場大型賽事，亦是迄今唯一於比利時舉辦的一屆奧運。

### 足球
現於比甲中參賽的皇家安特衛普為較知名之足球俱樂部，且為首個於比利時足球協會註冊的俱樂部。

## 历史
据信公元2世纪—3世纪日耳曼部落已定居在安特卫普，随后遭到作为罗马雇佣军的法兰克人的袭击。在查理大帝统治期间，安特卫始修建了军事要塞，期间有基督教圣徒到访。
- 726年，安特卫普第一次在文献上被提及。
- 836年，安特卫普城被维京人摧毁
- 11世纪末，大火灾。
- 1291年，被授予城市权。
- 1315年，建港。
- 1430年，属勃艮第公国。
- 1477年，属哈布斯堡家族。
- 16世纪，欧洲最富有的商业城市。
- 1500年左右，葡萄牙人选择在此地经销印度香料
- 1568年，爆发八十年战争，此后逐步衰弱。
- 1576年，被西班牙军队攻破，估计有6000名市民被屠杀。
- 1745年－1748年，被法国占领。
- 1792年－1793年，再次被法国占领。
- 1832年，比利时独立后，安特卫普的荷兰驻军投降。
- 1836年，安特卫普修建到布鲁塞尔的铁路。
- 1863年，成为比利时的港口城市
- 1885年，世界博览会，吸引150万名参观者。
- 1920年，举办第七屆夏季奧林匹克運動會
- 1873年-1934年间红星航运公司运送了超过200万的欧洲移民到美洲大陆

现代的安特卫普已经变成了国际化的交通枢纽。

## 友好城市
- 摩洛哥 非斯
- 西班牙 巴塞罗那
- 以色列 海法
- 南非 开普敦
- 美国 洛杉矶
- 德国 路德维希港
- 法國 马赛
- 法國 米卢斯
- 荷蘭 鹿特丹
- 俄羅斯 圣彼得堡
- 中华人民共和国 上海

## 名人
- 馬提亞斯·修奈爾 (男演员)
- 穆萨·德姆贝勒 (广州富力的足球运动员)
- 拉贾·纳因戈兰 (足球运动员)
- 羅美路·盧卡古 (足球运动员)
- 乔丹·卢卡库 (足球运动员)